# 川西純
川西 純（かわにし じゅん、1966年 - ）は、日本のCMディレクター。早稲田大学卒業。

## 人物
1992年、電通プロックス（現電通テック）に入社。数多くの話題作を手がける。現在は電通テックから分社した電通クリエーティブＸに在籍。

## CM
- J-フォン東京 つながる 「神戸の女」篇 （2000年）
- 富士写真フイルム FinePix50i 「いつも一緒にいること」篇・「いつか思い出すこと」篇 （2001年）
- シャープ AQUOS 「部屋は環境です」篇 （2003年）
- 日本中央競馬会 年間キャンペーン 「さんま式決断のとき」篇 （2003年）
- 日本航空インターナショナル バースデー悟空 「バースデー旅行」篇 （2004年）
- 味の素 味の素スタジアム 「ハスキーな女たち」篇 （2004年）
- 大塚製薬 オロナミンC 上戸彩シリーズ （2004年～）
- 旭化成ライフ&リビング 企業 「ツカエルレンジ」篇 （2005年）
- 静岡放送 企業 「漁師」篇 （2006年）
- 明治製菓 XYLISH +F 「ヘビ」篇 （2006年）
- 森永製菓 カレ・ド・ショコラ 「瞬きをしない女」篇 （2007年）
- 大日本除虫菊 キンチョーカトリス 「疑り深い目」篇 （2008年）
- 大塚食品 フルーツスターター　「まかせろ」篇・「散歩」篇 （2008年）
- ソフトバンクモバイル ホワイト学割 「三年犬組」 （2008年）
- 大塚製薬 カロリーメイト 「若手OLの朝」篇 （2009年）
- NTT東日本 企業 「ふたりの365日・夏」篇 （2010年）
- 三井住友海上「GK ガメラ編」（2010年）[1]

ほか

## テレビドラマ
- Friend-Ship Project 〜タクのタクシー〜（2012年3月31日、テレビ東京）

## 主な受賞
- カンヌ国際広告祭　銀賞
- アジア太平洋広告祭　グランプリ
- ACC CMフェスティバル　金賞、ベスト演出賞

ほか　